# Гусак Марія Михайлівна

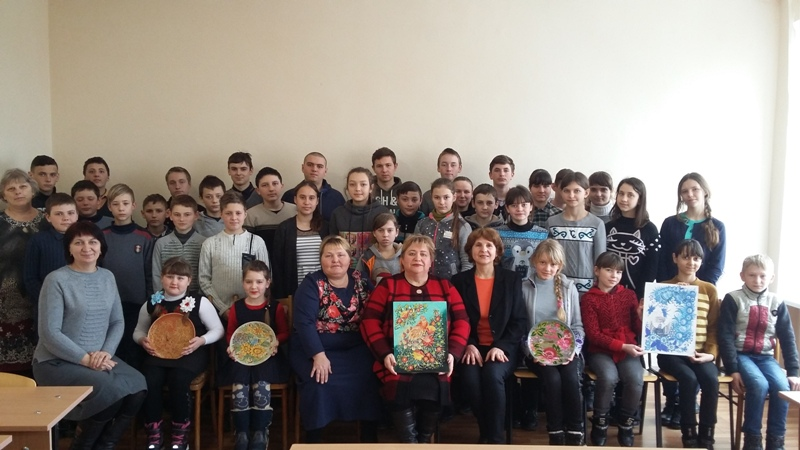
Мистецька вітальня у Сиваській ЗОШ І-ІІІ ступенів №2

Гусак Марія Михайлівна (08. 10. 1963, с. Немовичі Сарненського р-ну Рівненської обл.) – заслужена майстриня народної творчості України. Працює у галузі народного декоративного розпису; провідна тема – квіти, які є символами і уособленнями почуттів. Належить до тих   українських творчих майстринь, що за життя здобули право називатися народними, бо в своїх чудових полотнах втілила невмирущу красу живописної української природи.  

## Зародження таланту
У 1970 році  разом з батьками переїхала на Херсонщину. На згадку дядько подарував їй коробку олівців.  З мальовничого Полісся Марійка потрапила у далекі  переселенські краї - степи Присивашшя. Сім'ї вистачало житейських негараздів. Це і спонукало дівчинку почати малювати. Свої «Квіти любові» вона малювала за тисячу кілометрів від межиріччя Случі Горині у південних степах «чорного колодязя» (так у ХІХ столітті звалося село Каракуї у перекладі з татарської), аби полегшити душевні страждання матері.  

## Навчання
З 1976 по 1980 рік навчалась в дитячій студії декоративного розпису "Чонгар-сад", що в селі Чонгар Генічеського району на Херсонщині,  під керівництвом народної майстрині України Вітковської Людмили Владиславівни.   
Постійне спілкування з народною художницею Л. Вітковською, навчання в дитячій студії,  де культивувалося виховання через мистецьке осягнення народної творчості, - це сприяло тому, що дівчина твердо визначила своє майбутнє і ні на мить не покидала улюбленої справи, самостійно розвивала свій талант. Любила  відтворювати те, що бачила довкола. Творчість художниці поступово стає різноманітнішою.  

## Мрії збуваються
У двадцять три роки високообдарована малярка загорілася ідеєю створити власну дитячу студію у Сиваському. Завдяки ще одній її наставниці Лідії Григорівні Ревенюк, ця мрія здійснилася у 1986 році.  Марія Гусак створює власну студію "Сиваський віночок" у селищі Сиваське. З 1990 року вона стає  народним самодіяльним колективом. За настанови народної майстрині Людмили Вітковської, столичних знавців народного мистецтва вирішили відродити власне таврійський розпис. У цих малюнках багато тепла. Символами, квітами, птицями, кольором вона передає характер людей. У її роботах зашифровані образи сучасників: у такий спосіб нас, сьогоднішніх, краще зрозуміють вони, завтрашні. 

## Творчий злет
З 1987 року  художниця бере  участь у районних, обласних, республіканських виставках у містах Хмельницький (1988 рік), Львів (1989 рік),  Канів (1990 рік), Київ (2005 рік). Вона - Лауреат 2-го всесоюзного фестивалю народної творчості у Москві (1987 рік), учасник закордонної виставки  у Мозамбіку  (1988 рік). Коли зароджувався Народний Рух, вона виставляла у ті дні свої роботи у Львові на міжнародній виставці. Там, крім України, були представлені Німеччина  і Польща.  Роботи, представлені художницею, справили сильне враження на іноземців.  

## Визнання
У 1990 році Постановою колегії Міністерства культури УРСР присвоєно  звання "Народний самодіяльний колектив" дитячій студії "Сиваський віночок", а  у 2002 році Марії Михайлівні Гусак присвоєно звання "Майстер народної творчості".   
У 2005 році художниця організовує  персональну виставку в селищі  Новотроїцьке, бере участь у виставці-презентації Херсонської області у  Національному комплексі "Експоцентр України" в місті Києві.     
Персональна  виставка майстрині проходила і в Херсоні у 2005 - 2006 роках.  Роботи художниці зберігаються у Шевченківському  національному заповіднику в місті Каневі Черкаської області, у  Херсонському художньому музеї.   
Звання Заслужений майстер народної творчості України Марії Михайлівні Гусак було присуджене у 2015 році. Вона є членом обласної  спілки образотворчого та декоративно-ужиткового мистецтва «Дніпровська палітра».   
Ім’я пані Марії занесено до Енциклопедії Сучасної України (том 6.Го-Г. стор.670) [Архівовано 28 жовтня 2021 у Wayback Machine.]

## Творчий доробок
Заслуговують на увагу назви, які майстриня дає своїм картинам: «Співуча моя Україна», «Домашній затишок»,. «Полум’я кохання», «Щаслива сім’я», «Пташина рада». Серед найвідоміших її робіт такі як  «Букет для мами» (1986), «Співай, поле» (1988), «Тривожна ніч» (1989), «Щаслива родина», «Посвячення Катерині Білокур», «Приморозки», «Стиглість», «Квіти Президентові України», «Квітуй, Україно!» (2005), «Співає соловейко» (2006); серія «Квіти любові» (2006).  Мистецтвознавці визнають, що саме ці творіння її рук заслуговують найвищої оцінки, бо їм характерне  нестандартне висвітлення теми/
Письменник Євген Колодійчук зауважив у її роботах «багато ніжності, жіночості… Дивишся на них – і думаєш: як багато приносить жінка в життя краси, добра, скільки її руки дають тепла…».